# Ferdinand Friedrich von Reichenstein
Ferdinand Friedrich von Reichenstein (* 7. März 1723 in Sul bei Belgrad; † 10. August 1794 in Kreuzburg) war ein preußischer Generalmajor.

## Leben
Ferdinand Friedrich war Sohn des 1741 bei Mollwitz gefallenen österreichischen Rittmeister im Kürassierregiment Hohenzollern, Karl Albert von Reichenstein und der Charlotte Sophie von Wallbrunn.
Zu Beginn des Jahres 1758 vermählte sich Reichenstein mit Elisabeth von Engelhardt († 1780), verwitwete von Osorowski. Sie brachte ihm zwei Stieftöchter in die Ehe, wovon Sophie Eva Friederike von Osorowski 1787 Ernst Rudolf von Tschammer, preußischer Major und Kommandeur des Husarenregiments Nr. 3, heiratete.
Seine Laufbahn begann Reichenstein 1740 als Volontär im österreichischen Husarenregiment von Splényi und machte mit diesem den Ersten Schlesischen Krieg, insbesondere die für seinen Vater so verhängnisvolle Schlacht bei Mollwitz, weiterhin die Belagerungen von Neiße und Prag sowie die Gefechte bei Strehlen, Passau und München mit.
Schon 1743 trat er als Kornett im Husarenregiments Nr. 3 in preußische Dienste. Er avancierte 1748 zum Sekondeleutnant und 1754 zum Premierleutnant, bevor er in den Siebenjährigen Krieg ausrückte. 1757 nahm er an den Schlachten bei Prag und Kolin teil. Im Kriegsjahr 1759 wurde Reichenstein zunächst für Werbungen nach Polen abkommandiert, zum Stabsrittmeister und schließlich zum Rittmeister und Eskadronchef befördert. Im Folgejahr kämpfte er in der Schlacht bei Torgau. Nachdem er 1773 zum Major befördert worden war, nahm er auch am Bayerischen Erbfolgekrieg teil. Es folgte 1785 sein Beförderung zum Oberstleutnant, 1787 zum Oberst und schließlich 1788 zum Kommandeur des Husarenregiments Nr. 3, dem er durchgängig angehört hatte. 
Reichensteins Dimission mit 600 Taler Pension erfolgte im Oktober 1789, wobei ihm noch im November 1789 der Charakter eines Generalmajors und der Pour le Mérite verliehen wurde. 1791 erhielt er noch einmal 200 Taler Pensionszulage.